# Baron Cottesloe

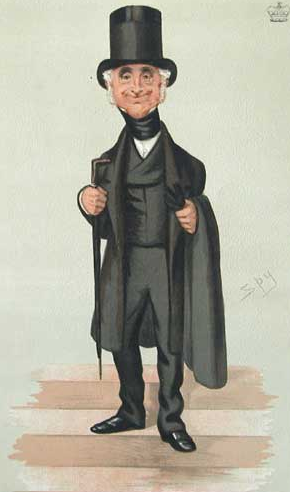
Karikatur des 1. Baron Cottesloe, Vanity Fair magazine, 1876

Baron Cottesloe, of Swanbourne and Hardwick in the County of Buckingham, ist ein erblicher britischer Adelstitel in der Peerage of the United Kingdom.

## Verleihung, nachgeordnete und weitere Titel
Der Titel wurde am 2. März 1874 für den konservativen Politiker Sir Thomas Fremantle, 1. Baronet geschaffen. Diesem war bereits am 14. August 1821 der fortan nachgeordnete Titel Baronet, of Swanbourne in the County of Buckingham, verliehen worden. Zudem hatte er 1818 von seinem Vater, dem Admiral Sir Thomas Fremantle, die Würde eines Reichsfreiherren des Österreichischen Kaiserreichs geerbt, der diesem am 29. November 1816 verliehen worden war – mit königlich-britischer Lizenz vom 22. Januar 1822 war ihm und seinen Erben gestattet worden diese Würde auch im Vereinigten Königreich zu führen.
Heutiger Titelinhaber ist seit 1994 dessen Ur-urenkel John Fremantle als 5. Baron Cottesloe.

## Liste der Barone Cottesloe (1874)
- Thomas Fremantle, 1. Baron Cottesloe (1798–1890)
- Thomas Fremantle, 2. Baron Cottesloe (1830–1918)
- Thomas Fremantle, 3. Baron Cottesloe (1862–1956)
- John Fremantle, 4. Baron Cottesloe (1900–1994)
- John Fremantle, 5. Baron Cottesloe (* 1927)

Titelerbe (Heir Apparent) ist der einzige Sohn des aktuellen Titelinhabers, Hon. Thomas Henry Fremantle (* 1966).